# Microcoleus
Microcoleus is een geslacht van kevers uit de familie  
kniptorren (Elateridae).
Het geslacht is voor het eerst wetenschappelijk beschreven in 1982 door Hong.

## Soorten
Het geslacht omvat de volgende soort:
- Microcoleus brunneus Hong, 1982